# 28-ма окрема бригада радіаційного, хімічного, біологічного захисту (Україна)
28-ма окрема бригада радіаційного, хімічного, біологічно захисту (28 ОБрРХБз, в/ч А0761) — колишнє формування військ радіаційного, хімічного та біологічного захисту центрального підпорядкування Збройних сил України.

## Дислокація
Військова частина дислокувалася у селищі Метьолкіне під Сєвєродонецьком. Носила також номери 41777, 21813.

## Історія
Бригада була створена у 1986 році після Чорнобильської аварії наказом уряду СРСР, який разом з 28-ю окремою бригадою сформував у Збройних силах СРСР ще 3 подібних бригади і полк радіаційного, хімічного та біологічного захисту.[недоступне посилання][неякісне джерело] Підставою для формування мобільної бригади РХБ захисту став досвід виконання задач під час ліквідації наслідків радіаційної аварії на ЧАЕС.
Бригада була розміщена спеціально на випадок аварій на підприємстві «Азот» міста Сєвєродонецьк.[недоступне посилання][неякісне джерело] Також вона могла залучатись для ліквідації наслідків аварій на підприємствах атомної енергетики і хімічної промисловості у всіх регіонах України. Вона була з'єднанням подвійного призначення і підтримувалась в постійній готовності для вживання заходів захисту в інтересах військ (сил) і населення країни, які потрапляли в зони зараження.
На початку 1990-х років бригада регулярно займалася знешкодженням знайдених боєприпасів і авіабомб часів Другої світової війни на території Луганської та частини Харківської областей.[недоступне посилання][неякісне джерело][недоступне посилання][неякісне джерело] За три роки було знищено більше 5 тисяч подібних знахідок.[недоступне посилання][неякісне джерело] Взагалі за період існування бригади особовий склад знешкодив понад 40 тисяч вибухонебезпечних пристроїв, локалізував понад 200 лісових пожеж.
Особовий склад бригади мав 15 офіцерів-ліквідаторів аварії на ЧАЕС.[недоступне посилання][неякісне джерело]
У 1999 році шефство над військовою частиною було призначене Попаснянському району і державному промисловому підприємству «Об'єднання „Азот“».
Станом на 2012 рік, територія військової частини була повністю покинута, а інфраструктура знищена.

## Оснащення
- ІМР-2[2][недоступне посилання][неякісне джерело]

## Командування
- (?) командир бригади — полковник Новохатський Олександр Романович,[2][недоступне посилання][неякісне джерело] у 1996 році нагороджений медаллю «За бездоганну службу» 3 ступеня.[7][8]
- (?) начальник штабу бригади — підполковник Сафон Віктор Володимирович[3][недоступне посилання][неякісне джерело]